# 葉狀狸藻
葉狀狸藻（學名：Utricularia foliosa）為狸藻屬疑似多年生大型的浮水食虫植物。其种加词“foliosa”来源于拉丁文“folium”，意为“叶片”。叶状狸藻分布于非洲、北美洲與南美洲。